# 아부시마촌
아부시마촌(鐙島村)은 니가타현 나카우오누마군에 있던 촌이다. 

## 역사
- 1889년 4월 1일 - 정촌제 시행에 의해 나카우오누마군 아부시마촌이 성립하였다.
- 1902년 4월 1일 - 나카우오누마군 사나다촌, 요시다촌과 합병해 요시다촌이 신설되어 소멸하였다.

## 참고문헌
- 『市町村名変遷辞典』東京堂出版、1990年。